# Воронцов, Алексей Алексеевич
Алексей Алексеевич Воронцов (23 декабря 1942, Шуя, Ивановская область — 8 мая 2018, Москва) — государственный и политический деятель. Член-корреспондент Международной академии информационных процессов и технологий.

## Биография
Воспитывался без отца. Окончил Кудиновский машиностроительный техникум. Работал заливщиком и техником-технологом. Проходил трёхгодичную военную службу в Средней Азии. Поступил в Московский институт стали и сплавов, из которого через некоторое время перевёлся на вечернее отделение Всесоюзного заочного машиностроительного института. В 1970 году окончил его, получив специальность «инженер-металлург». В 1972 году окончил Центральный институт повышения квалификации с получением специальности «патентовед».
- 1965—1975 — токарь, обдирщик слитков, нормировщик, старший инженер, начальник Бюро рационализации и изобретений, начальник отдела, заместитель секретаря парткома завода «Электросталь».
- 1975—1986 — заведующий отделом горкома КПСС, первый заместитель председателя горисполкома, первый секретарь горкома КПСС г. Электросталь Московской области.
- 1986—1991 — заведующий отделом, инспектор Московского обкома КПСС, заместитель, первый заместитель председателя Мособлисполкома.
- 1991—1992 — министр по промышленности и материальным ресурсам администрации Московской области.
- 1992—1993 — заместитель главы администрации Московской области
- 1993—1997 — председатель Московской областной Думы.
- 1996—1998 — член Совета Федерации второго созыва. Член Комитета по международным делам (с января 1996). Председатель Комиссии по международному техническому и гуманитарному сотрудничеству (с ноября 1996).
- 1998—2000 — министр по связям с субъектами РФ Правительства Московской области.

Награждён медалями, Почётной грамотой Совета Федерации.

Был женат.
Скончался 8 мая 2018 года в Москве.